# Racquel Darrian
Racquel Darrian (n. 21 iulie 1968, Hutchinson, Kansas, USA; de fapt Kelly Jackson) este o actriță porno și fotomodel american.

## Date biografice
Părinții ei se mută în California când Racquel avea 7 ani. Ea a început cariera ca model nud (act) la agenția revistelor Penthouse și Playboy ca lesbiană. Când a început să crească numărul de cereri de juca scene heterosexuale, prezintă împreună și cu soțul "Derrick Lane" scene pornografice. Racquel devine cunoscută în 1967, prin rolul principal jucat în filmul Bonnie and Clyde în regia lui Arthur Penn. Racquel Darrian a jucat între anii 1989 - 1999, în peste 100 de filme. În 1997 naște o fetiță, tot în același an divorțează și trăiește actual în Las Vegas. Din anul 2002 este membră AVN Hall of Fame

## Filmografie
- Racquel in Paradise (VCA, 1995)
- Racquel in the Wild (Vivid Entertainment, 1992)
- Racquel on Fire (VCA, 1990)
- Racquel Released (Vivid Entertainment)
- Racquel Untamed (1995)
- Racquel's Addiction (VCA)
- Racquel's Treasure Hunt (VCA)